# Salpis tumida
Salpis tumida là một loài bướm đêm trong họ Geometridae.